# Assassin's Creed Identity
Assassin's Creed Identity — це відеогра в жанрі рольового бойовика, розроблена компанією Blue Byte та видана Ubisoft. Це спіноф серії Assassin's Creed, події якого відбуваються паралельно з подіями Assassin's Creed: Brotherhood. У грі гравці беруть на себе роль кастомізованого асасина, відомого як Ло Спарв'єро (італ. «Орел»), і виконують різні місії в Італії, щоб послабити контроль Ордену Тамплієрів, очолюваного лиходійською сім'єю Борджіа. Основна сюжетна лінія розгортається навколо конфлікту асасинів з таємничою організацією, відомою як «Ворони», які можуть досконало імітувати їхні навички та прийоми.
Гра була вперше представлена у 2014 році як безплатна гра для новозеландського та австралійського магазинів застосунків. Вона була випущена по всьому світу на iOS 25 лютого 2016 року, а 18 травня 2016 року з'явилася версія для Android. Identity стала першою мобільною грою в серії, яка включала повноцінне 3D-середовище та геймплей у стилі проходження від третьої особи, як в основних консольних іграх. У жовтні 2021 року онлайн-сервіси гри були закриті, а через два місяці вона була видалена з усіх цифрових вітрин магазинів.

## Ігровий процес
Дія гри розгортається в епоху італійського Відродження на початку 16-го століття, і включає в себе локації з Assassin's Creed II і Brotherhood, такі як Рим, Флоренція і Монтериджоні. Форлі було додано в окремій главі, випущеній як DLC 18 травня 2016 року.
Ігровий процес схожий на основну версію гри для консолі. Гравці керують асасином з перспективи від третьої особи і можуть виконувати паркур, біжучи до стін, пагорбів або інших об'єктів, на які можна піднятися, після чого асасин автоматично виконує рух. Вбивця також може зливатися з різними людьми/об'єктами, натискаючи кнопку «Дія» або наштовхуючись на структури/об'єкти, з якими можна злитися, хоча для цього він повинен перебувати в статусі «Попередження» або нижче. Вбивства виконуються натисканням кнопки «Дія», коли над головою найближчого охоронця є іконка «Прихований клинок». Під час бою гравці можуть атакувати, блокувати атаки, використовувати вміння або виходити з бою. Однак деякі вміння не можна використовувати в бою, а вихід з бою має перезарядку.
Вбивця починає гру в статусі «Анонім», в якому звичайні охоронці його ігнорують. Якщо Асасину вдається вийти з поля зору ворожих охоронців або він робить підозрілі дії, він переходить у статус Тривога, в якому звичайні охоронці уважно спостерігають за Асасином, але нічого не роблять. Під час бійки або втечі від ворожої охорони, Вбивця перебуває в статусі «Розшукується», в якому всі охоронці нападають на Вбивцю, як тільки побачать його. Асасини можуть знизити статус, якщо надовго зникнуть з поля зору ворожих охоронців або змішаються з ними. Однак, асасина завжди атакуватимуть, як тільки він побачить охоронців у Заборонених зонах, а також деяких ворогів-тамплієрів. Під час бою гравець також може викликати найманців, які, залежно від класу, мають навички та пасивні покращення. Однак, якщо гравець використовує вміння найманця, найманець більше не може бути використаний для виконання місії, а пасивний апгрейд обнуляється. Гравці також можуть використовувати фірмові здібності серії «Орлиний зір» і «Стрибок віри» під час місій.

### Персонаж
Гра дозволяє гравцям вибрати один з чотирьох класів персонажів: бойовий Берсеркер, непомітний Тіньовий Клинок, майстер на всі руки Трікстер і спритний Злодій. Кожен клас має свій власний набір навичок і переваг, таких як Осколкова бомба і поліпшення атаки для Берсеркера і Димової бомби, а також поліпшення репутації для Тіньового Клинка, які можна розблокувати за валюту і бали навичок у вкладці навичок. Очки навичок заробляються шляхом підвищення рівня, а використання достатньої кількості очок навичок відкриває новий рівень навичок для кожного класу, всього їх чотири. Кожен асасин може мати як основний, так і додатковий клас, причому додатковий клас відкривається за валюту. Гравець також може розблокувати кількох асасинів за валюту, хоча інвентар є спільним для всіх асасинів. У вкладці інвентарю гравець може екіпірувати мечі, нагрудну броню, посохи, приховані клинки, легінси, знаки розрізнення, підсилювачі та вбрання. Посилення можна придбати в крамниці, вони дають тимчасові бафи. Предмети можна купити в крамниці, заробити в грі або виготовити, використовуючи схеми на вкладці «Кузня», і вони дають гравцеві збільшення статів. Екіпірування можна розблокувати через досягнення або купити в магазині, воно дає бафи і змінює зовнішній вигляд екіпірованого асасина.
У крамниці гравці можуть використовувати вкладки «Героїчна крамниця», «Предмети», «Кузня», «Посилення» та інші, в тому числі і вкладки IAP. У крамниці героїв гравець може витрачати жетони на придбання вищих звань. Кожен ранг відкриває складніші місії за контрактом, а також три предмети, такі як екіпірування, нові мапи, нові режими контракту та клас «Злодій». Певні предмети та екіпіровку можна купити в магазині, бусти — у вкладці «Бусти», а нові предмети — у вкладці «Кузня».

### Місії
У грі є два основних типи місій. Місії кампанії розвивають сюжетну лінію і часто складаються з кількох частин (або кількох цілей), а також побічних завдань. Місії кампанії мають такі цілі, як «Хвіст», «Ескорт», «Вбивство» та «Кур'єр», тоді як побічні цілі зазвичай полягають у вбивстві спеціальних підрозділів та завершенні місії за певний час. Контрактні місії — це побічні місії з однією метою, наприклад, «Хвіст», «Супровід», «Вбивство», «Кур'єр», «Переслідування», «Мародерство» і «Відновлення». Як кампанія, так і контрактні місії винагороджують гравця предметами, XP і монетами. Початкові та вищі рівні контрактних місій також дають жетони.

## Сюжет

### Італія— Вбивство ворон
Гра починається у Флоренції в 1501 році, коли Ло Спарв'єро тікає від міської варти після здійснення вбивства. Деякий час по тому, патрулюючи Монтериджоні, Ло Спарв'єро помічає найманців Борджіа під виглядом збирачів податків і вбиває їх, але дізнається, що найманці були лише відволікаючим маневром, і що хтось проник на віллу Аудиторе і викрав заховану скриню. Ло Спарв'єро розбирається зі злодієм, П'єтро де Галенсія, і рятує старого, батька одного з асасинів, якого П'єтро схопив і катував, щоб дізнатися про місцезнаходження скрині. Однак, коли асасини приходять до будинку П'єтро, щоб повернути вкрадене, вони знаходять лише листи від Чезаре Борджіа, які підтверджують, що П'єтро був шпигуном тамплієрів.
У 1506 році Ло Спарв'єро зупиняє людину в обладунках з чорним пір'ям від вбивства союзника асасинів, Леонардо да Вінчі. Пізніше з'являється все більше повідомлень про схоже вбраних людей, які описують їх як таких, що здатні досконало копіювати техніку асасинів. Тим часом, досліджуючи катакомби, один з асасинів знаходить скриню, викрадену з вілли Аудиторе багато років тому, але його та трьох інших асасинів вбивають охоронці Борджіа, коли вони намагаються її повернути. Нікколо Макіавеллі посилає Ло Спарв'єро помститися за смерть асасинів і завершити їхню місію. Той досягає успіху і повертає скриню Макіавеллі, який виявляє, що вона містить копію оригінальних креслень Прихованого Клинка, з вирізаною на лезі головою ворона.
Пізніше Макіавеллі отримує листа від чоловіка на ім'я Деметріо, який був спійманий на змові проти Чезаре Борджіа і просить допомоги у асасинів. Після того, як Ло Спарв'єро рятує Деметріо від страти, останній розповідає, що був найнятий Чезаре для створення копій Прихованого Клинка під назвою «Клинки Корвікса», використовуючи креслення, викрадені з Вілли Аудиторе; коли Деметріо відмовився створювати зброю, Чезаре піддав його тортурам, що спонукало Деметріо шукати помсти. Деметріо також розповідає, що клинки Корвікса призначалися для таємної організації під назвою «Ворони», яку заснував Чезаре з метою знищення Асасинів за допомогою їхньої власної тактики. Для підготовки «Воронів» Чезаре використовував свої зв'язки, щоб обдурити іспанського асасина на ім'я Рафаель Санчес, який думав, що допомагає Братству, тоді як насправді він навчав новобранців Чезаре копіювати прийоми асасинів.
Одного разу Макіавеллі посилає Ло Спарв'єро дослідити табір Борджіа поблизу римського Колізею. Він знаходить велику партію зброї, в тому числі кілька клинків Корвікса, і помічає капітана Борджіа, який розмовляє з лисим чоловіком. Ло Спарв'єро стежить за капітаном і вбиває його, перш ніж зіткнутися з лисим чоловіком, який представляється Сірусом Фаверо і стверджує, що він торговець зброєю, який працює на Чезаре Борджіа. Сірус клянеться, що йому нічого не відомо про клинки Корвікс, і пропонує допомогти асасинам проти Борджіа. Асасини приймають Сіруса після того, як він доводить, що є надійним союзником. Пізніше Макіавеллі просить Ло Спарв'єро дістати бухгалтерську книгу у бухгалтера тамплієрів. Ло Спарв'єро вдається це зробити і виявляє, що книга містить інформацію про Іль Корво («Ворона»), лідера «Воронів».
Через деякий час Сірус заявляє, що знайшов Іль Корво в Римі, але для впевненості йому потрібен лист від посланця «Ворона». Ло Спарв'єро перехоплює гінця і викрадає лист, перш ніж передати його Сірусу. Однак згодом він починає підозрювати Сіруса і вирішує простежити за ним, але потрапляє в засідку. Сірус розкриває, що він — Іль Корво, і заявляє, що помститься за смерть свого сина — капітана Борджіа, вбитого Ло Спарв'єро — перед втечею. Ло Спарв'єро тікає із засідки і повертається до Макіавеллі.
Пізніше Макіавеллі отримує повідомлення від свого друга, отця Піо, що солдати Борджіа заблокували собор Санта-Кроче. Ло Спарв'єро вирушає на розслідування і вбиває агента тамплієрів на подвір'ї собору, спричиняючи хаос. Потім він зустрічається з переляканим воронячим гінцем і переконує його віддати йому свого листа, в якому детально описується план Сіруса зібрати всіх воронів, що залишилися в Римі, щоб вбити асасинів. Ло Спарв'єро допомагає Макіавеллі знайти і вбити Сіруса та його послідовників, перш ніж дослідити схованку Ворона. Вони знаходять аркуш паперу з малюнком куба і скриню з маленьким уламком. Вони також знаходять кілька листів, один з яких свідчить про те, що Сірус і Чезаре ненавиділи один одного, а в іншому йдеться про об'єкт під назвою «Кришталевий куб», який має велике значення для тамплієрів.

### Форлі— Багряний захід сонця
Через кілька місяців після подій основної кампанії один зі шпигунів Макіавеллі повідомляє, що кілька вцілілих Ворон стоять за нещодавньою серією вбивств у Форлі. Тоді Макіавеллі відвідує його друг Еціо Аудиторе, який знайшов артефакт, що нібито має магічну силу. Асасини вирішують віддати його на зберігання своїй союзниці, Катерині Сфорца, графині Форлі. Макіавеллі надсилає повідомлення своєму шпигунові, просячи його зустрітися у Форлі. Ло Спарв'єро супроводжує Макіавеллі на зустріч, де на нього влаштовують засідку «Ворони», але асасинам вдається їх відбити. Тоді Макіавеллі вирішує знищити Воронів раз і назавжди і просить Ло Спарв'єро допомогти йому. Ло Спарв'єро виявляє Ворона під прикриттям і слідує за ним на збори Ворона, де вбиває всіх учасників.
Пізніше Борджіа нападають на Форлі і захоплюють кількох шпигунів Макіавеллі. Ло Спарв'єро вдається врятувати більшість з них до того, як їх стратять, але поки його немає, самого Макіавеллі захоплюють і відвозять до маленької церкви за містом. Один зі шпигунів, який став свідком інциденту, негайно повідомляє про це Еціо, який, у свою чергу, розповідає Ло Спарв'єро. Після цього вони працюють разом, щоб врятувати Макіавеллі та вбити його викрадачів. Пізніше Макіавеллі висловлює переконання, що всі інші Ворони загинули або розбіглися під час нападу на Форлі, а це означає, що у Асасинів стало на одну загрозу менше, про яку варто турбуватися.

## Розробка
Assassin's Creed Identity була розроблена компанією Blue Byte, використовуючи ігровий рушій Unity. Спочатку гра була випущена для iOS в Австралії та Новій Зеландії у вересні 2014 року, а загальний світовий реліз для iOS відбувся 25 лютого 2016 року. Гра була випущена для Android 18 травня 2016 року.

## Сприйняття
| Агрегатор  | Оцінка |
| ---------- | ------ |
| Metacritic | 69/100 |

| Видання      | Оцінка |
| ------------ | ------ |
| Destructoid  | 6/10   |
| Pocket Gamer | [ 3 ]  |

Assassin's Creed Identity отримала «змішані або середні» відгуки згідно з агрегатором рецензій Metacritic.